# Calogero Lauricella
Calogero Lauricella (Ravanusa, 20 febbraio 1919 – Siracusa, 20 giugno 1989) è stato un arcivescovo cattolico italiano.

## Biografia
Nacque a Ravanusa (AG) il 20 febbraio 1919. Compì i suoi studi presso il seminario vescovile di Agrigento, dove venne ordinato sacerdote il 12 giugno 1941. Nel 1947 divenne rettore del seminario vescovile agrigentino.

### Ministero episcopale
Iniziò la sua carriera ecclesiastica il 13 maggio 1961, venendo designato vescovo ausiliare della diocesi di Agrigento. Lo stesso giorno divenne vescovo titolare di Sela. Ricevette la consacrazione episcopale il 24 giugno 1961 dalle mani dell'arcivescovo Giovanni Battista Peruzzo, co-consacranti i vescovi Francesco Monaco e Francesco Fasola. L'11 ottobre 1962 partecipò in qualità di padre conciliare all'intero Concilio Vaticano II. L'8 settembre 1964 venne designato vescovo ausiliare della diocesi di Cefalù; tre anni dopo ne divenne amministratore apostolico e il 4 giugno 1970 definitivamente vescovo. L'8 settembre 1973 venne elevato ad arcivescovo dell'arcidiocesi di Siracusa, cui vi rimase fino alla morte avvenuta il 20 giugno 1989. Durante il suo episcopato fu egli stesso co-consacrante dei vescovi Alfredo Maria Garsia (1974) e Giuseppe Malandrino (1980). È sepolto presso la cappella di Santa Lucia della cripta del santuario della Madonna delle Lacrime di Siracusa.

Mons. Lauricella con papa Giovanni XXIII (11 maggio 1963).

## Genealogia episcopale
La genealogia episcopale è:
- Cardinale Scipione Rebiba
- Cardinale Giulio Antonio Santori
- Cardinale Girolamo Bernerio, O.P.
- Arcivescovo Galeazzo Sanvitale
- Cardinale Ludovico Ludovisi
- Cardinale Luigi Caetani
- Cardinale Ulderico Carpegna
- Cardinale Paluzzo Paluzzi Altieri degli Albertoni
- Papa Benedetto XIII
- Papa Benedetto XIV
- Papa Clemente XIII
- Cardinale Marcantonio Colonna
- Cardinale Giacinto Sigismondo Gerdil, B.
- Cardinale Giulio Maria della Somaglia
- Cardinale Carlo Odescalchi, S.I.
- Cardinale Costantino Patrizi Naro
- Cardinale Lucido Maria Parocchi
- Papa Pio X
- Cardinale Gaetano De Lai
- Arcivescovo Giovanni Battista Peruzzo, C.P.
- Arcivescovo Calogero Lauricella